# Blut auf seidener Haut
| Figur                 | Darsteller      | Deutscher Sprecher |
| --------------------- | --------------- | ------------------ |
| Sergeant Jack Reed    | Brian Dennehy   | Jochen Striebeck   |
| Alan Masters          | Treat Williams  | Elmar Wepper       |
| Dianne Masters        | Embeth Davidtz  | Carin C. Tietze    |
| Nina Sloane           | Lisa Eilbacher  | Kornelia Boje      |
| Chief Michael Corbitt | John M. Jackson | Christoph Lindert  |
| Arlene Reed           | Susan Ruttan    | Marianne Hoffmann  |
| Bundesstaatsanwalt    | Robert Picardo  | Ole Pfennig        |

Blut auf seidener Haut (Originaltitel Deadly Matrimony) ist ein Thriller aus dem Jahr 1992 von John Korty nach einer Romanvorlage von Barbara Schaaf über den wahren Mord an Dianne Masters. Der Film ist der erste Teil einer Reihe mit Brian Dennehy als Polizist Jack Reed, eine weitere Hauptrolle spielte Treat Williams. Die Bavaria Film Synchron aus München erstellte die deutsche Synchronisation, Uwe Gaube war verantwortlich für Dialogbuch und -regie.

## Handlung
Jack Reed ist ein Polizeibeamter in Chicago. Er ermittelt dort gegen die Mafia, wo immer er kann. Viel kann er aber nicht ausrichten, weil sie vom Anwalt Alan Masters beschützt wird, der in ihrem Auftrag die Polizei unter Kontrolle gebracht hat, darunter auch Reeds Vorgesetzten Michael Corbitt. Alan Master ist mit Dianne Masters verheiratet, eine junge, nette Frau, die er misshandelt und als Dekoration betrachtet. Er betrügt sie auch und sie erfährt erst nach ihrer Heirat von seinen Machenschaften.
Als sie ihn eines Tages wegen seiner Misshandlungen loswerden will, tötet er sie aus Eifersucht und Furcht, sie könne seine Aktivitäten gegenüber Reed verraten, zu dem sie eine freundschaftliche Beziehung pflegt. Chief Corbitt ist dabei helfender Mittäter. Dieser verstaut Dianes Leiche in deren Auto und lässt es in einem naheliegenden Fluss verschwinden. Erst nach sechs Monaten wird das Auto und damit auch die Leiche zufällig während einer anderen Ermittlung von Reed gefunden, der wegen eines Versicherungsbetruges mit Autos, die dabei genau für diesen Zweck in diesem Fluss geworfen wurden, diesen durchkämmen lässt.
Die Ermittlungen wegen Mordes führen ins Nichts, weil Corbitt die Ermittlungen kontrolliert. Erst nach öffentlichem Druck werden die Ermittlungen Jack Reed übertragen. Er entdeckt schnell, dass Alan Masters den Mord begangen haben muss. Er kontaktiert eine Freundin Dianes, Nina Sloane, die Frau von Corbitt, und bittet sie um Hilfe bei der Aufklärung, doch sie weigert sich, aus Furcht, sie könne genauso enden wie Diane. Sie teilt ihm aber mit, dass Alan sowohl Corbitt als auch den gesamten Polizeiapparat kontrolliert und die Ermittlungen deswegen bisher ins Leere gelaufen seien. Sie versorgt Reed mit weiteren wichtigen Informationen, bevor sie den Kontakt zu ihm abbricht.
Als Reed klar wird, wie sehr Alan die Polizei und die Lokalbehörden kontrolliert, beschließt er, das Justizministerium der Vereinigten Staaten zu kontaktieren, die auch gegen die dortige Mafia ermittelt. Sie verbünden sich und schaffen es, einen korrupten Richter, der über alles Bescheid weiß, Alan bei seinen Geschäften geholfen und Reeds Ermittlungen behindert hat, zur Aussage zu zwingen. So werden Alan Masters und Corbitt verhaftet. Der Richter begeht aber Selbstmord, als ihm klar wird, was er getan hat, doch Nina, die unterrichtet wird, dass Corbitt auch in den Mord verwickelt war, beschließt zu ihrem Schutz an seiner statt auszusagen. Schließlich sagt auch Corbitt gegen Alan aus, um sich selbst vor Alan schützen zu können.
Alan Masters wird in allen Anklagen für schuldig gesprochen. Da er vor einem Bundesgericht nicht wegen Mordes verurteilt werden kann, wird er gemäß der Antimafiagesetze in den Vereinigten Staaten, den RICO-Gesetzen, verurteilt. Er bekommt so für das Verbrechen 40 Jahre Haft, während Corbitt 20 Jahre Haft bekommt. Der Mafiaboss, für den Alan arbeitete und der über alles Bescheid wusste, stirbt, bevor er angeklagt werden kann. Nina verschwindet zu ihrem eigenen Schutz von der Bildfläche und Reed arbeitet weiterhin als Polizeibeamter für die Stadt Chicago.

## Kritik
„Zweiteiliger (Fernseh-)Thriller um einen engagierten Kriminalbeamten, der mit einem brisanten Fall betraut wird.“

„Dank des kraftvollen Brian Dennehy als bulligem Polizisten und Embeth Davidtz als Opfer sind die ersten, schwindelerregenden zwei Stunden von Blut auf seidener Haut fesselnd; ansonsten ist es […] eine überraschend gewöhnliche Nacherzählung des Falles im Drehbuch von Andrew Lasko und der hoch angesehene John Korty führt wenig einfallsreich Regie.“